# Borovy
Borovy (en allemand : Borow) est une commune du district de Plzeň-Sud, dans la région de Plzeň, en République tchèque. Sa population s'élevait à 234 habitants en 2019.

## Géographie
Borovy est arrosée par la rivière Úhlava et se trouve à 6 km au sud-sud-est de Přeštice, à 25 km au sud de Plzeň et à 103 km au sud-ouest de Prague.
La commune est limitée par Lužany au nord, par Nezdice à l'est, par Švihov et Červené Poříčí au sud, et par Vřeskovice à l'ouest.

## Histoire
La première mention écrite de la localité date de 1358.